# أندريه راجولينا
أندري نيرينا رجولينا (من مواليد 30 مايو 1974)، سياسي ورجل أعمال من مدغشقر، يشغل منصب رئيس مدغشقر منذ عام 2019. شغل سابقًا منصب رئيس الحكومة المؤقتة من 2009 إلى 2014 بعد الأزمة السياسية والانقلاب العسكري، وشغل سابقًا منصب عمدة أنتاناناريفو لمدة عام.
قبل دخوله الساحة السياسية، عمل راجولينا في القطاع الخاص، بما في ذلك شركة طباعة وإعلان تدعى Injet في عام 1999 وشبكات Viva للإذاعة والتلفزيون في عام 2007.
أسس حزباً سياسياً يونغ مالاجاسي ديسين وانتخب عمدة أنتاناناريفو في عام 2007. وأثناء وجوده في هذا المنصب، قاد حركة معارضة ضد الرئيس آنذاك مارك رافالومانانا والتي بلغت ذروتها في أزمة سياسية عام 2009. عين راجولينا رئيسًا للسلطة الانتقالية العليا لمدغشقر من قبل مجلس عسكري في خطوة وصفها المجتمع الدولي بأنها انقلاب. حل راجولينا مجلس الشيوخ والجمعية الوطنية ونقل سلطاتهما إلى مجموعة متنوعة من هياكل الحكم الجديدة المسؤولة عن الإشراف على الانتقال نحو سلطة دستورية جديدة. وتعارض ذلك مع عملية بوساطة دولية لتشكيل حكومة انتقالية. وافق الناخبون على دستور جديد في استفتاء وطني مثير للجدل في نوفمبر 2010 إيذانا بقيام الجمهورية الرابعة.
شغل منصب رئيس السلطة الانتقالية العليا حتى إجراء الانتخابات العامة في عام 2013 واستقال في عام 2014. فاز في الانتخابات الرئاسية لعام 2018 وأصبح رئيسًا لمدغشقر في 19 يناير 2019. خلال فترة ولايته وجه الحكومة للتعامل مع جائحة كورونا في مدغشقر ، وروج خلالها لمعلومات مضللة وعلاجات غير مثبتة للمرض، كما شهد عهده إلى أزمة انعدام الأمن الغذائي في عام 2021 وإعصار باتسيراي.
وفي 25 نوفمبر 2023 فاز رئيس مدغشقر أندري راجولينا بولاية جديدة بعد تفوّقه في الدورة الأولى للانتخابات، وفق ما أعلنت الهيئة الانتخابية السبت، بعد عملية اقتراع قاطعتها المعارضة، وأكدت أنها لن تعترف بنتائجها.

## الأسرة والسنوات الأولى
ولد أندريه راجولينا في 30 مايو عام 1974 لعائلة ثرية نسبيًا في أنتسيرابي. كان والده، العقيد المتقاعد روجر إيف راجولينا، يحمل جنسية مزدوجة وقاتل في الجيش الفرنسي في الحرب الجزائرية. رغم أن عائلته كانت قادرة على تحمل تكاليف دراسته الجامعية، اختار أندريه راجولينا التوقف عن دراسته بعد الانتهاء من الباكالوغيا لبدء مسيرته المهنية كرائد أعمال.
في عام 1994، التقى راجولينا بزوجته المستقبلية ميالي رازاكانديسا، التي كانت تكمل سنتها الأخيرة في مدرسة ثانوية في أنتاناناريفو. استمر الثنائي بعلاقتها عن بعد لمدة ست سنوات بينما أكملت ميالي دراستها الجامعية والماجستير في التمويل والمحاسبة في باريس؛ أُعيد لم شملهما في مدغشقر في عام 2000 وتزوجا في نفس العام. أنجبا صبيين، أرينا (مواليد 2002) وإلونستوا (مواليد 2003)، وفتاة ولدت في عام 2005، سمياها إلونا.

## الريادة في الإعلام
في عام 1993، عندما كان عمره 19 عامًا، أسس راجولينا أول مشروع له: شركة فعاليات صغيرة سميت شو بيزنيس. في العام التالي، عمل على تنظيم حفل موسيقي سنوي بعنوان لايف جمع بين الفنانين الموسيقيين الأجانب والملغاشيين. جمع الحدث 50,000 مشارك في الذكرى العاشرة لتأسيسه.
في عام 1999، افتتح إنجيت، وهي أول شركة طباعة رقمية في الجزيرة، والتي اكتسبت زخمًا سريعًا مع توسعها في نشر اللوحات الإعلانية في جميع أنحاء العاصمة. بعد زواجه في عام 2000، استحوذ أندريه وميالي على دوماباب، وهي شركة إعلانات منافسة مقرها أنتاناناريفو يملكها أصهار أندريه. عمل الزوجان معًا لإدارة شركات العائلة، إذ كان أندريه مسؤولًا عن إنجيت بينما تولت زوجته شؤون دوماباب.
في مايو عام 2007، اشترى أندريه راجولينا محطات رافينالا للتلفاز والراديو، وأغير تسميتها إلى فيفا تي في وفيفا إف إم 

## عمدة أنتاناناريفو (2007-2009)

### انتخابات
في عام 2007، أنشأ راجولينا وقاد الرابطة السياسية، تانورا مالاغازي فونونا، والتي تعني «الشباب الملغاشي المصمم»، وبعد ذلك بوقت قصير، أعلن ترشحه لمنصب عمدة أنتاناناريفو. ساعده صغر سنه في اكتساب شعبية سريعة في جميع أنحاء البلاد. انتُخب راجولينا في 12 ديسمبر عام 2007 حاصلًا على 63.3% إذ بلغت نسبة المشاركة الانتخابية 55%، متغلبًا على عضو حزب تياكو آي ماداغاسيكارا الحالي، هيري رافاليمانانا.

### حركة المعارضة ضد رافالومانانا
تعود النزاعات الأولى بين أندريه راجولينا والرئيس رافالومانانا إلى عام 2003، عندما طالبت الحكومة بإزالة أولى اللوحات الإعلانية الثلاثية في أنتاناناريفو، والتي عمل راجولينا على وضعها في دوار رئيسي في العاصمة.
في نوفمبر وديسمبر عام 2008، تورطت الحكومة في فضيحتين. صفقة يوليو لعام 2008 مع شركة دايو لاستئجار نصف الأراضي الصالحة للزراعة في الجزيرة للحصول على زيت الذرة والنخيل في كوريا الجنوبية، وشراء طائرة رئاسية ثانية، من نوع بوينج 737، بتكلفة 60 مليون دولار أمريكي في نوفمبر عام 2008، ما دفع البنك الدولي وصندوق النقد الدولي إلى تعليق 35 مليون دولار من الدعم المالي للجزيرة. استخدم راجولينا هذا الأمر لحشد الدعم ضد حكومة رافالومانانا.
عند توليه المنصب، كان على خزينة المدينة ديون بمقدار 8.2 مليار أرياري مدغشقري (نحو 4.6 مليون دولار أمريكي). في 4 يناير عام 2008، شهدت مدينة أنتاناناريفو انقطاعًا عامًا في المياه وانقطاع كهربائي جزئي في شوارع المدينة، جراء الديون غير المسددة لشركة جيراما. بعد التدقيق، تبين أن شركة جيراما مدينة بنفس المبلغ من المال إلى مجلس المدينة، وتم إيقاف العقوبة المفروضة على سكان المدينة.

## رئيس السلطة الانتقالية العليا (2009-2014)

### استقالة رافالومانانا
في 7 فبراير، نظم أندريه راجولينا مسيرة جديدة أعلن خلالها قادة الحركة البرتقالية دستور سلطة انتقالية عليا برئاسة أندريه راجولينا. بعد ذلك، سار الحشد نحو القصر الرئاسي للإعلان عن مطالبته بالسلطة. بدأ الحرس الرئاسي بإطلاق النار، ما أدى إلى مقتل 31 متظاهرًا، وإصابة أكثر من 200. أدت هذه المجزرة إلى تقليص شعبية الرئاسة بشكل كبير في الأزمة، وأدت إلى فقدان دعمها من الجيش الذي ألقى باللوم على الرئيس في الأمر بإطلاق النار.
في 6 مارس، بعد أن حاولت السلطات الملغاشية اعتقال أندريه راجولينا، لجأ إلى السفارة الفرنسية. في 10 مارس، أصدر الجيش إنذارًا مدته 72 ساعة، دافعًا القادة السياسيين على إيجاد حل للأزمة. في 15 مارس، ظهر رافالومانانا على الهواء المباشر لإعلان استفتاء لحل الأزمة، لكن راجولينا رفض هذا العرض ودعا إلى اعتقال الرئيس. في اليوم التالي، حل رافالومانانا الحكومة، وقدم استقالته، ونقل ختم الرئاسة إلى اللجنة العليا في الجيش. في 18 مارس، نقل الجيش السلطة مباشرةً إلى راجولينا، ليصبح رئيسًا للسلطة الانتقالية العليا. اعتبرت المحكمة الدستورية في مدغشقر أن النقل المزدوج للسلطة (رافالومانانا -الجيش- راجولينا) كان شرعيًا.
أدى راجولينا القسم كرئيس في 21 مارس في ملعب ماهاماسينا أمام حشد مؤلف من 40 ألف مشجع. كان يبلغ من العمر 35 عامًا عند أداء القسم، ما جعله أصغر رئيس في تاريخ البلاد وأصغر رئيس حكومة في العالم آنذاك.

## وصلات خارجية
- أندريه راجولينا على موقع الموسوعة البريطانية (الإنجليزية)
- أندريه راجولينا على موقع مونزينجر (الألمانية)